# Carica di Prunaru
La Carica di Prunaru (in rumeno Şarja de la Prunaru) fu una delle azioni più coraggiose compiute dalle forze armate rumene durante la prima guerra mondiale. La carica di cavalleria ebbe luogo a Prunaru, che oggigiorno fa parte del comune di Bujoreni e fu un'operazione effettuata durante la battaglia di Bucarest.

## Gli eventi precedenti e la battaglia
Dopo che il Danubio fu oltrepassato dalle truppe tedesche, bulgare e ottomane, riunite sotto il comando del generale August von Mackensen, e dopo che le truppe austro-tedesche, comandate dal generale Erich von Falkenhayn, avevano attraversato i Carpazi, gli Imperi Centrali idearono un piano per intrappolare tra queste due barriere naturali ed annientare le forze rumene e quindi di costringere la Romania a uscire dal conflitto. Nell'autunno del 1916, ebbe luogo la più complessa operazione effettuata dalla 4ª divisione rumena, comandata dal generale Constantin Prezan, nella zona compresa tra i fiumi Argeş e Neajlov, che in seguito sarebbe stata conosciuta come "battaglia di Bucarest".
Il 14 novembre, il "Kosch Grup" (composto dalla 217ª divisione di fanteria tedesca, dalla 26ª divisione di fanteria turca e dalla divisione di cavalleria del generale Colmar von der Goltz), guidato dal generale Robert Kosch, avanzò vigorosamente lungo la linea Zimnicea-Drăgănești-Vlașca-Bucarest, mentre un secondo gruppo, formato dalla 1ª e dalla 2ª divisione di fanteria, avanzò lungo la linea Zimnicea-Giurgiu, occupando quest'ultima città la sera stessa. Sulla linea principale, l'attacco fu fermato dalla 18ª divisione di fanteria rumena lungo la linea formata dalla valle del fiume Teleorman. Volendo difendere la divisione, un battaglione dell'Alpenkorps, proveniente dall'avanguardia della 217ª divisione di fanteria tedesca occupò il villaggio di Prunaru il 14 novembre. Per impedire di venir accerchiati e per permettere alle truppe di ritirarsi verso una nuova posizione, il generale Alexandru Referandru, comandante della 18ª divisione di fanteria rumena, decise di attaccare il nemico nelle vicinanze di Drăgănești-Vlașca, utilizzando la 43ª brigata mista e il 2º reggimento di cavalleria "Roşiori".
Nella mattina del 15 novembre, ebbe luogo al limite di Prunaru un insolitamente aspro combattimento tra l'avanguardia della 43ª brigata mista e le forze occupanti. La nebbia si diradò e, avvantaggiandosi di ciò, i Tedeschi incominciarono una manovra volta a circondare la 43ª brigata, utilizzando alcune unità che si trovavano fuori dal villaggio. A questo punto, il generale Referandru ordinò al 2º reggimento Roşiori di entrare in battaglia. Ebbe così inizio la "Carica di Prunaru". Constantin Kiriţescu descrisse così gli eventi che seguirono:

## Conseguenze
Il 2º reggimento di cavalleria Roşiori perdette quasi la totalità dei suoi uomini (solamente 134 uomini dei 5,000 sopravvissero allo scontro), ma, grazie della sua azione, la 18ª divisione di fanteria rumena riuscì a raggrupparsi lungo la linea Letca Veche–Jilava ed a contribuire alla difesa di Bucarest.